# Bucculatrix acerifolia
Bucculatrix acerifolia är en fjärilsart som beskrevs av Heinrich 1937. Bucculatrix acerifolia ingår i släktet Bucculatrix och familjen kronmalar. Inga underarter finns listade i Catalogue of Life.